# Joeri Kovsjov
Joeri Kovsjov (Serhetabat, 5 september 1951) is een voormalig ruiter uit de Sovjet-Unie, die gespecialiseerd was in dressuur. Kovsjov maakte tijdens de Olympische Zomerspelen 1980 zijn debuut met een gouden medaille in de landenwedstrijd en de zilveren medaille individueel. Kovsjov behaalde bij zijn tweede olympische optreden tijdens de Olympische Zomerspelen 1988 geen medailles. Kovsjov won tijdens de Wereldruiterspelen 1990 de zilveren medaille in de landenwedstrijd.

## Resultaten
- Olympische Zomerspelen 1980 in Moskou  individueel dressuur met Igrok
- Olympische Zomerspelen 1980 in Moskou  landenwedstrijd dressuur met Igrok
- Olympische Zomerspelen 1988 in Seoel 28e individueel dressuur met Barin
- Olympische Zomerspelen 1988 in Seoel 4e landenwedstrijd dressuur met Barin
- Wereldruiterspelen 1990 in Stockholm  landenwedstrijd dressuur met Bouket

1928: von Langen, Linkenbach, Lotzbeck ·
1932: Lesage, Marion, Jousseaume ·
1936: Pollay, Gerhard, Oppeln-Bronikowski ·
1948: Jousseaume, Saint-Fort Paillard, Buret ·
1952: Saint Cyr, Boltenstern, Persson ·
1956: Saint Cyr, Boltenstern, Persson ·
1964: Boldt, Klimke, Neckermann ·
1968: Neckermann, Klimke, Linsenhoff ·
1972: Petoesjkova, Kizimov, Kalita ·
1976: Boldt, Klimke, Grillo ·
1980: Kovsjov, Oegrjoemov, Misevitsj ·
1984: Klimke, Sauer, Krug ·
1988: Klimke, Linsenhoff, Theodorescu, Uphoff ·
1992: Balkenhol, Uphoff, Theodorescu, Werth ·
1996: Balkenhol, Schaudt, Theodorescu, Werth ·
2000: Werth, Capellmann, Salzgeber, Simons-de Ridder ·
2004: Kemmer, Schmidt, Schaudt, Salzgeber ·
2008: Kemmer, Capellmann, Werth ·
2012: Hester, Bechtolsheimer, Dujardin ·
2016: Rothenberger, Schneider, Bröring-Sprehe, Werth ·
2020: von Bredow-Werndl, Schneider, Werth ·
2024: Wandres, von Bredow-Werndl, Werth